# Ultimate War
Ultimate War es una serie limitada de cómics producida por Marvel Comics. Está ubicada en el universo Ultimate y protagonizada por los Ultimates y los X-Men. Formada por 4 números, se publicó entre el 8 de diciembre de 2002 y el 23 de febrero de 2003. Fue escrita por el guionista escocés Mark Millar y dibujada por Chris Bachalo.
La saga sigue el argumento de la serie regular Ultimate X-Men, siendo la primera vez que los Ultimates como equipo aparecen junto a otros personajes del universo Ultimate. 

## Antecedentes
En el primer arco argumental de Ultimate X-Men, The Tomorrow People, Magneto muere a manos de Charles Xavier, tras intentar asesinar al presidente de los Estados Unidos. Sin embargo, la muerte del mutante no es más que una argucia de Xavier, quien manipuló las mentes de los testigos, haciéndoles creer que había acabado con Magneto. Xavier oculta a su viejo amigo, lavándole el cerebro para tratar así de reinsertarlo en la sociedad, de una manera pacífica. 
Este plan solo lo conoce el propio profesor y su patrulla X. Sin embargo, chateando con una chica por Internet, a Bestia se le escapa la verdad, siendo la chica en realidad la Mole, miembro de la Hermandad de Mutantes. Estos engañan a Bestia para quedar y sonsacarle la información sobre el paradero de Magneto y liberarle así de su encierro psicológico.
Por otro lado, el Hombre de Hielo ha dejado los X-Men, forzado por sus padres, tras las heridas sufridas por parte de Proteus, en la saga World Tour. Asimismo, Wolverine, Cíclope y Kitty Pryde se encuentran en una misión en la Tierra Salvaje. 

## Resumen
Con la reaparición de Magneto, comienzan de nuevo la ofensiva mutante contra la humanidad. La Hermandad de Mutantes pone una bomba en el Puente de Brooklyn que mata a cerca de 800 personas, tras la cual Magneto aparece en televisión dando un ultimátum a la especie humana. 
El gobierno estadounidense exige explicaciones sobre la reaparición de Magneto a Nick Furia, quien junto a sus Ultimates rastrea a Xavier en su mansión. Al encontrarla vacía, Furia da por supuesto que los X-Men se han unido a las fuerzas de Magneto para luchar contra la humanidad. 
Preparándose para la batalla, el Capitán América revela saber más sobre Wolverine, al haber peleado juntos durante la Segunda Guerra Mundial. Por aquel entonces, Wolverine se hacía llamar James Howlett, o Jim, el afortunado, gracias a su habilidad para sobrevivir a los tiroteos. 
Mientras tanto, los X-Men continúan escondidos en uno de sus pisos francos, preparándose para contraatacar y vencer a Magneto. Regresa el avión desde la Tierra Salvaje, pero solo con Wolverine y Kitty Pryde a bordo. Logan explica que Cíclope ha muerto de manera heroica, salvándoles la vida, pero la verdad que Jean Grey intuye, gracias a su fuerza fénix es que Wolverine le dejó morir para estar con ella. 
Charles Xavier arregla un encuentro con Magneto para negociar una tregua, y fijar unas condiciones para su unión. Sin embargo, sus verdaderas intenciones son que Wolverine les siga a su base. Magneto se adelanta, y prepara un sistema de rastreo para localizar la base de los X-Men. Una vez descubren el paradero, realiza una llamada anónima a los Ultimates, informándoles de las coordenadas. 
El grupo de superhéroes prepara el asalto, anulando a los psíquicos primero y evitando las posibles rutas de escape. Cuando todo parece perdido, aparece el Hombre de Hielo, desoyendo las advertencias de sus padres, para salvarles. Todos los X-Men escapan, menos Charles Xavier, que se queda para retrasar a los Ultimates y es capturado por Nick Furia. 

## Continuación
La historia continúa en la línea Ultimate X-Men, en el arco argumental Return of the King. En él, se revelan los planes de Magneto para acabar con la humanidad. Gracias a la habilidad de Forja, crea una máquina que amplifica sus poderes, pudiendo así invertir los polos magnéticos de la tierra, creando una catástrofe natural.
Se descubre que Cíclope está vivo, abandonado en el fondo de pozo de la Tierra Salvaje. Tras varios días en los que trata de no perder la cabeza, es rescatado por unos secuaces de Magneto, que, sin saber quien es, le curan las heridas. Una vez recuperado, avisa de la localización del enclave al resto de los X-Men y juntos frustran los planes de Magneto.
Al final, los X-Men se entregan a las autoridades. Nick Furia y Charles Xavier negocian una amnistía, siguiendo las condiciones de que Furia pueda elegir a alguno de los estudiantes de la mansión para que se integre en los Ultimates. Magneto es apresado en una cárcel de plástico. 